# Кройдон (аэропорт)

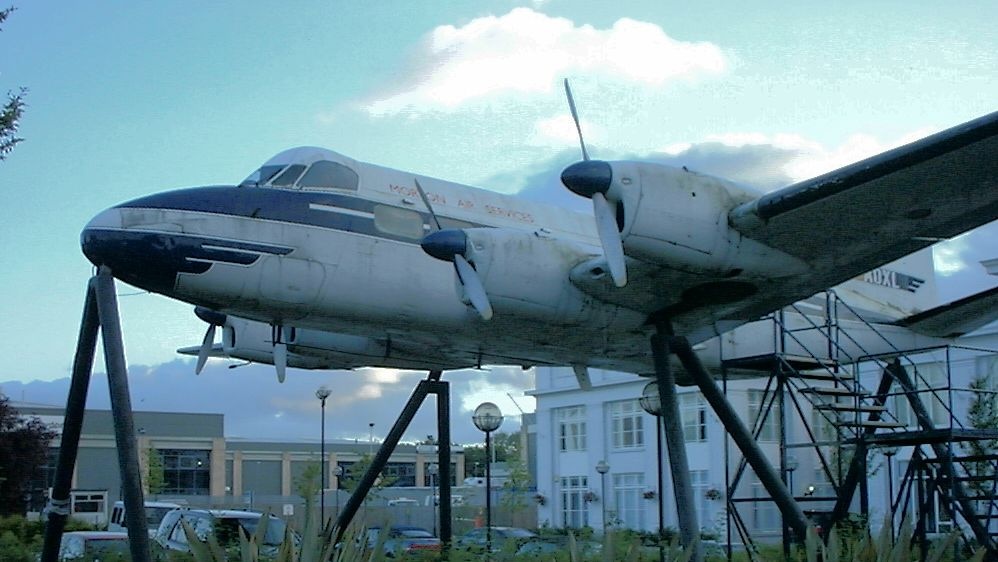
De Havilland Heron рядом со зданием аэропорта

Аэропорт Кро́йдон англ. Croydon Airport — закрытый в 1952 году аэропорт в Южном Лондоне, находившийся между лондонскими районами (боро) Кройдон и Саттон. Был главным аэропортом Лондона до того, как все рейсы были переведены в аэропорты Нортолт, Хитроу и Гатвик.
Во время Первой мировой войны на месте Кройдона существовало два смежных аэродрома — аэродром Беддингтон, один из многих аэродромов, созданных для защиты от рейдов немецких дирижаблей в мае 1915, и аэродром Ваддон (с 1918), который использовался для испытаний летательных аппаратов, произведенных National Aircraft Factory No 1.

## В 1920-х
К концу войны оба аэродрома были объединены в гражданский аэропорт, который стал воздушными воротами Лондона, через него осуществлялись все международные рейсы. Аэродром Кройдон открылся 29 марта 1920.
Начался рост в регулярных пассажирских перевозок, а также почтовых и грузовых, первыми аэропортами назначения были Париж, Амстердам и Роттердам. В 1923 начались рейсы в Берлин. Кройдон стал главным аэропортом авиакомпании Imperial Airways, о которой сегодня напоминает название улицы Imperial Way в Кройдоне.
В середине 1920-х аэродром был расширен, было закрыто несколько смежных дорог, чтобы позволить более тяжелым воздушным лайнерам приземляться и взлетать. Был построен новый комплекс зданий, в который вошло первое в мире построенное здание аэровокзала, Аэродром Отель и большие ангары, стоимость проекта составила 267 000 ф.ст. Аэропорт начал операции 30 января, хотя официальное открытие произошло только 2 мая 1928.

## Постройки
Здание терминала, билетные кассы с галереей и Аэродром Отель были построены в стиле арт деко в 1920-е и 1930-е. Из значительных позднейших построек следует отметить башню Часовых поясов в билетной кассе, на которой можно было увидеть точное время в различных частях мира.

## Известные авиаторы и самолёты
Аэродром Кройдон получил всемирную известность в связи с тем, что на нём приземлялись многие известные лётчики, такие как
- Алан Кобхэм, который совершил перелёт из Кройдона в Кейптаун и обратно в 1925—6;
- Чарльз Линдберг, который вылетал из Кройдона в 1927 вскоре после того, как совершил трансатлантический перелёт;
- Берт Хинклер, который совершил первый перелёт из Кройдона в Дарвин, Австралия в 1928;
- Чарльз Кингсфорд-Смит, который превзошёл рекорд Хинклера;
- Эми Джонсон, первая женщина, которая совершила перелёт из Кройдона в Австралию.

Основным типом самолетов, используемых Imperial Airways, были четырёхдвигательные бипланы Handley Page HP42/HP45. Первым монопланом, используемым Imperial Airways, был Armstrong Whitwoth Atalantas, который использовался на африканских маршрутах. В 1938 начали эксплуатироваться большие четырёхдвигательные монопланы серии Armstrong Whitworth Ensign (G-ADSR).

## Вторая мировая война
В ноябре 1938 правительство Невилла Чемберлена приняло решение о слиянии авиакомпаний Imperial Airways, которая обслуживала маршруты Британской Империи, и British Airways Ltd, которая обслуживала европейские маршруты. Новая авиакомпания стала известна как British Overseas Airways Corporation, BOAC. British Airways Ltd выполняла рейсы из Кройдона только с марта 1937 по май 1938, после чего рейсы были переведены в аэропорт Хестон.
После начала войны в сентябре 1939 Кройдонский Аэропорт был закрыт для гражданской авиации. Он играл важную роль в качестве базы истребителей во время Битвы за Британию и был атакован при первом большом налёте на Лондон и окрестности. Фабрики в его непосредственной близости от аэропорта были почти разрушены, погибло шесть лётчиков и более 60 гражданских жителей. В 1944 Кройдон стал базой Транспортной Команды Королевских ВВС, и в аэропорту снова начались гражданские операции. В феврале 1946 аэропорт перешёл под управление гражданских властей.

## Дальнейшее развитие и окончательное закрытие
Со временем стало очевидно, что технический прогресс приводит к тому, что послевоенные воздушные лайнеры становились всё большими, а интенсивность использования аэропортов увеличится. Кройдон не имел перспективы дальнейшего расширения и вскоре оказался слишком маленьким, чтобы соответствовать возросшим требованиям. Поэтому основным лондонским аэропортом стал Хитроу, и в 1952 было принято решение закрыть Кройдон. Последний регулярный рейс из Кройдона был совершён 30 сентября 1959.
Большая часть аэропорта была застроена, но некоторые из зданий терминала всё ещё целы. De Havilland Heron (небольшой винтовой британский самолёт 1950-х годов) в настоящее время (2007) стоит на постаменте недалеко от здания аэропорта. Самолёт окрашен как G-AOXL авиакомпании Morton Air Services, который был самолетом, совершившим последний пассажирский рейс из Кройдона 30 сентября 1959. De Havilland Tiger Moth Королевских ВВС, стоит недалеко от сохранившегося здания билетной кассы, которое функционирует как столовая. Мемориал погибшим в Битве за Британию находится южнее.
Хотя Кройдон прекратил деятельность, территория аэропорта была застроена и засажена парковыми насаждениями, улицы получили названия в честь лётчиков и самолётов.
На территории бывшего аэропорта сегодня находится парк Водный Дворец Кройдона.